# Stéphane Velut
Stéphane Velut, né en 1957, est un neurochirurgien et écrivain français.

## Œuvres

### Romans
- Cadence, Paris, Christian Bourgois Éditeur, 2009, 189 p.  (ISBN 978-2-267-02046-5)[2],[3]
- Festival, Paris, Éditions Verticales, 2014, 171 p.  (ISBN 978-2-07-014482-2)[4]

### Médecine
- Jean-Jacques Santini (dir.), Jean-Marie Scarabin, Stéphane Velut, Ostéologie du rachis et du crâne, Paris, Masson, 1983, 123 p.  (ISBN 978-2-225-80054-2)
- Stéphane Velut, L'hôpital, une nouvelle industrie : le langage comme symptôme, Paris, Éditions Gallimard, coll. « Tracts », 2020, 48 p.  (ISBN 978-2-07-289411-4)[5],[6]
- Stéphane Velut, La mort hors la loi, Gallimard, coll. « Tracts », 2021 (ISBN 978-2-07-297350-5)[7].

## Références

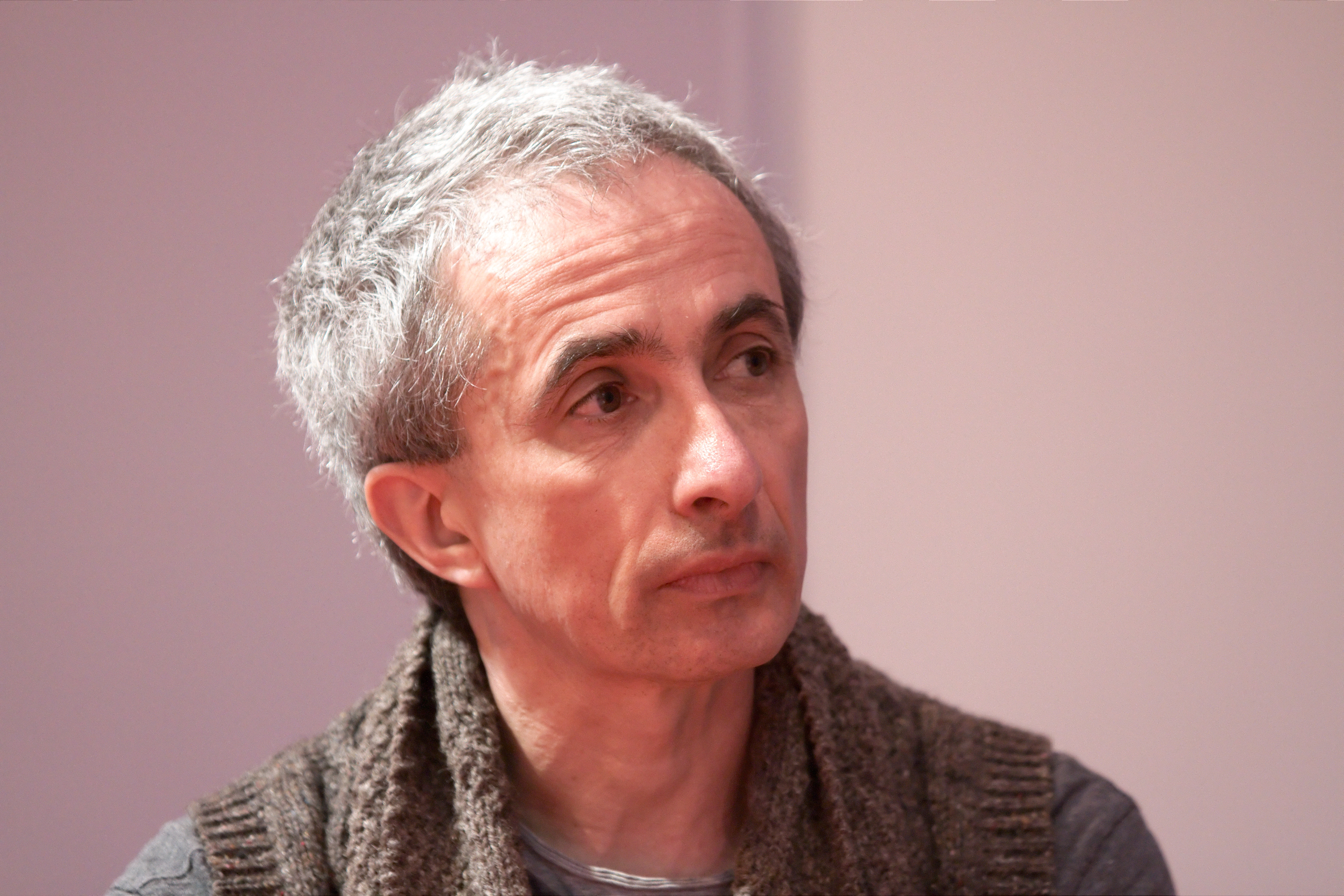

## Prix

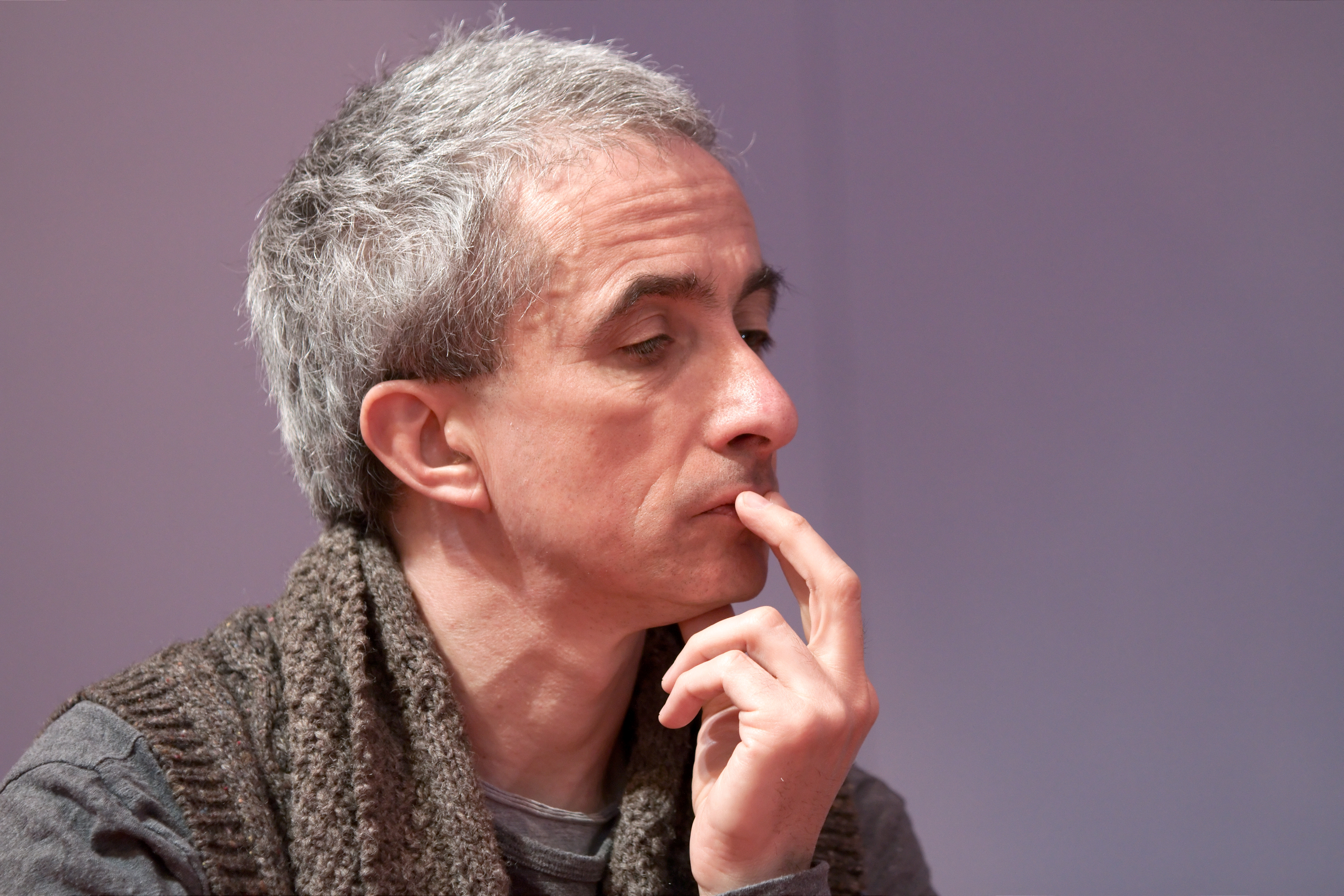

- Prix Sade 2009 pour Cadence[8]